# Bruce Voeller
Bruce Raymond Voeller (Mineápolis, 12 de mayo de 1934-California, 13 de febrero de 1994) fue un biólogo e investigador estadounidense, especializado en el campo del VIH/sida, y un activista a favor de los derechos de los homosexuales. En 1973, cofundó el National Gay Task Force. En 1977, el ahora renombrado Grupo de Trabajo Nacional LGBTQ celebró la primera reunión con el presidente Jimmy Carter en la Casa Blanca, marcando así la primera vez que líderes abiertamente gays y lesbianas fuesen recibidos por el gobierno, y participasen en la primera discusión oficial sobre los derechos de gays y lesbianas. Durante los primeros años de la pandemia de VIH/sida, Voeller acuñó el término síndrome de inmunodeficiencia adquirida (SIDA), que utilizamos hasta el día de hoy.

## Trayectoria
Voeller nació en Mineápolis y creció en Oregón. Cuando estaba en la escuela, un consejero escolar le aseguró que no era homosexual, a pesar de que había sentido esos sentimientos desde muy joven. Se graduó con una licenciatura de Reed College en 1956. Se le concedió una beca de cinco años para el Instituto Rockefeller, donde obtuvo un doctorado en biología en 1961.
Voeller, profesor asociado en el Instituto Rockefeller desde 1966, investigaba campos de la fitocitología y la fisiología vegeta. Mientras estuvo allí, escribió cuatro libros, además de editar el trabajo de otros y escribir numerosos trabajos y artículos. Se casó con Kytja Scott Voeller,a quien conoció en la escuela de posgrado, y tuvieron tres hijos.
Salió del armario a la edad de 29 años, y se divorció de su esposa en 1971. Después de convertirse en el presidente de la Gay Activists Aliance de Nueva York, decidió que esta organización no era lo suficientemente amplia. Por lo que, con algunos amigos, fundó el National Gay Task Force en octubre de 1973, y fue su director hasta 1978. Este grupo de trabajo llegó a contar con las afiliaciónes de más de 2.000 grupos gay y en 1978  ya teniá más de 10.000 miembros.En 1977, el Grupo de Trabajo Nacional Gay (ahora el Grupo de Trabajo Nacional LGBTQ ) inició con éxito la primera reunión entre la Casa Blanca y más de una docena de líderes gays y lesbianas. La asistente del presidente Jimmy Carter, Midge Costanza, se reunió con los presidentes del Grupo de Trabajo y los miembros de la junta directiva, así como con representantes de organizaciones de gays y lesbianas, para una sesión informativa sobre políticas críticas que afectan a este electorado. Dicha reunión fue  la primera vez que líderes abiertamente gays y lesbianas fueron recibidos en la Casa Blanca y la primera discusión oficial sobre los derechos de gays y lesbianas. Los asistentes a esta reunión de la Casa Blanca incluyeron: Frank Kameny, Myra Keddell, Charles Brydon, Ray Hartman, Betty Powell, William Kelley, Troy Perry, Jean O'Leary, Elaine Noble, George Raya y Pokey Anderson.Voeller también fundó la Fundación Mariposa, que se especializa en las investigaciones sobre sexo y las enfermedades de transmisión sexual.
A principios de la década de 1980, el VIH/sida era conocido con varios nombres, incluido GRIDD (Trastorno de defensa inmunitaria relacionado con los homosexuales). Al ser un término inexacto, Voeller acuñó el término síndrome de inmunodeficiencia adquirida. Su pareja era Richard Lucik, quien también era su socio en Mariposa. Voeller murió en 1994 de una enfermedad relacionada con el SIDA en California, a la edad de 59 años.

## Reconocimientos
En junio de 2019, Voeller fue uno de los cincuenta “pioneros y héroes” estadounidenses nombrados en el Muro de Honor Nacional LGBTQ dentro del Monumento Nacional Stonewall (SNM) en el Stonewall Inn de la ciudad de Nueva York. El SNM es el primer monumento nacional de los Estados Unidos dedicado a los derechos y la historia LGBT, la inauguración del Muro se programó para que coincidiera con el 50 aniversario de los disturbios de Stonewall.